# Ponatinib
Ponatiníb, pod zaščitenim imenom Iclusig, je peroralno protirakavo zdravilo iz skupine malih molekul, ki se uporablja pri zdravljenju kronične mieloične levkemije in akutne limfoblastne levkemije, kadar je prisoten kromosom Filadelfija. Deluje kot večtarčni zaviralec tirozin kinaz, med drugim kot zaviralec tirozin kinaze BCR-ABL. Ponatinib je rezultat razvoja novejših zaviralcev tirozin kinaze BCR-ABL, saj se je pri nekaterih bolnikih pojavila odpornost proti predhodnim zdravilom iz te skupine, kot je imatinib. Do odpornosti prihaja zlasti pri bolnikih, ki imajo v genu ABL mutacijo T315I.
Ameriški Urad za prehrano in zdravila je ponatinib odobril za klinično uporabo decembra 2012, oktobra 2013 pa je začasno prepovedal njegovo prodajo zaradi tveganja za pojav življenjsko ogrožajočih krvnih strdkov in znatnega zoženja svetline žil. Zdravilo so lahko od decembra 2013 ponovno dali na trg, vendar s posodobljenimi informacijami o zdravilu in ukrepi za prepoznavanje in preprečevanje zapletov. Tudi Evropska agencija za zdravila je dodatno pregledala koristi in tveganja za zdravilo ponatinib, ugotovila, da koristi zdravljenja odtehtajo morebitna tveganja, vendar pa je zahtevala dopolnitev informacij o zdravilu s strožjimi opozorili, še posebej glede tveganja za nastajanje krvnih strdkov in zapore krvnih žil.
Zdravilo je bilo deležno kritik tudi zaradi visoke cene.

## SKlici
1. ↑  »Iclusig (ponatinib) Tablets, for Oral Use. Full Prescribing Information«. ARIAD Pharmaceuticals, Inc. 26 Landsdowne Street, Cambridge, MA 02139-4234. Pridobljeno 2. oktobra 2016.
2. 1 2  https://www.termania.net/slovarji/slovenski-medicinski-slovar/8398212/ponatinib?query=ponatinib&SearchIn=All Slovenski medicinski e-slovar, vpogled: 29. 10. 2021.
3. 1 2  Huang WS, Metcalf CA, Sundaramoorthi R, Wang Y, Zou D, Thomas RM, Zhu X, Cai L, Wen D, Liu S, Romero J, Qi J, Chen I, Banda G, Lentini SP, Das S, Xu Q, Keats J, Wang F, Wardwell S, Ning Y, Snodgrass JT, Broudy MI, Russian K, Zhou T, Commodore L, Narasimhan NI, Mohemmad QK, Iuliucci J, Rivera VM, Dalgarno DC, Sawyer TK, Clackson T, Shakespeare WC (Junij 2010). »Discovery of 3-[2-(imidazo[1,2-b]pyridazin-3-yl)ethynyl]-4-methyl-N-{4-[(4-methylpiperazin-1-yl)methyl]-3-(trifluoromethyl)phenyl}benzamide (AP24534), a potent, orally active pan-inhibitor of breakpoint cluster region-abelson (BCR-ABL) kinase including the T315I gatekeeper mutant«. J. Med. Chem. 53 (12): 4701–4719. doi:10.1021/jm100395q. PMID 20513156.
4. ↑  O'Hare T, Shakespeare WC, Zhu X, Eide CA, Rivera VM, Wang F, Adrian LT, Zhou T, Huang WS, Xu Q, Metcalf CA, Tyner JW, Loriaux MM, Corbin AS, Wardwell S, Ning Y, Keats JA, Wang Y, Sundaramoorthi R, Thomas M, Zhou D, Snodgrass J, Commodore L, Sawyer TK, Dalgarno DC, Deininger MW, Druker BJ, Clackson T (november 2009). »AP24534, a pan-BCR-ABL inhibitor for chronic myeloid leukemia, potently inhibits the T315I mutant and overcomes mutation-based resistance«. Cancer Cell. 16 (5): 401–412. doi:10.1016/j.ccr.2009.09.028. PMC 2804470. PMID 19878872.{{navedi časopis}}:  Vzdrževanje CS1: samodejni prevod datuma (povezava)
5. ↑  »FDA asks manufacturer of the leukemia drug Iclusig (ponatinib) to suspend marketing and sales«. FDA Drug Safety Communication. U.S. Food and Drug Administration. 31. oktober 2013.
6. ↑  Grady D (31. oktober 2013). »Serious Danger of Blood Clots Halts Sale of Leukemia Drug«. Business. New York Times.
7. ↑  https://www.jazmp.si/fileadmin/datoteke/dokumenti/SRZH/Sporocila_za_javnost/Objava_20141022_1.pdf, vpogled: 29. 10. 2021.